# Kōki Hinokio
Kōki Hinokio (檜尾 昂樹?, Hinokio Kōki; 26 febbraio 2001) è un calciatore giapponese, centrocampista dell'ŁKS.

## Carriera
Nel 2019 si trasferisce in Europa firmando con lo Stomil Olsztyn, con cui disputa due stagioni nella I liga, la seconda divisione del campionato polacco, totalizzando 52 presenze e 7 gol tra campionato e coppa. Nel 2021 viene acquistato dallo Zagłębie Lubin, che lo cede immediatamente in prestito allo Stal Mielec. Debutta in Ekstraklasa l'11 settembre 2021, nella partita pareggiata 1-1 contro lo Jagiellonia. Realizza il suo primo gol nella prima divisione polacca il 18 dicembre 2021, nel match pareggiato 1-1 contro il Piast Gliwice.

## Statistiche

### Presenze e reti nei club
Statistiche aggiornate al 6 settembre 2022.
| Stagione              | Squadra               | Campionato            | Campionato | Campionato | Coppe nazionali | Coppe nazionali | Coppe nazionali | Coppe continentali | Coppe continentali | Coppe continentali | Altre coppe | Altre coppe | Altre coppe | Totale | Totale |
| Stagione              | Squadra               | Comp                  | Pres       | Reti       | Comp            | Pres            | Reti            | Comp               | Pres               | Reti               | Comp        | Pres        | Reti        | Pres   | Reti   |
| --------------------- | --------------------- | --------------------- | ---------- | ---------- | --------------- | --------------- | --------------- | ------------------ | ------------------ | ------------------ | ----------- | ----------- | ----------- | ------ | ------ |
| 2019-2020             | Stomil Olsztyn        | 1L                    | 19         | 2          | CP              | 1               | 0               |                    | -                  | -                  |             | -           | -           | 20     | 2      |
| 2020-2021             | Stomil Olsztyn        | 1L                    | 31         | 5          | CP              | 1               | 0               |                    | -                  | -                  |             | -           | -           | 32     | 5      |
| Totale Stomil Olsztyn | Totale Stomil Olsztyn | Totale Stomil Olsztyn | 50         | 7          |                 | 2               | 0               |                    | -                  | -                  |             | -           | -           | 52     | 7      |
| 2021-feb. 2022        | Stal Mielec           | EK                    | 14         | 1          | CP              | 1               | 0               |                    | -                  | -                  |             | -           | -           | 15     | 1      |
| feb.-giu. 2022        | Zagłębie Lubin        | EK                    | 7          | 0          | CP              | -               | -               |                    | -                  | -                  |             | -           | -           | 7      | 0      |
| 2022-2023             | Zagłębie Lubin        | EK                    | 4          | 0          | CP              | 1               | 0               |                    | -                  | -                  |             | -           | -           | 5      | 0      |
| Totale carriera       | Totale carriera       | Totale carriera       | 75         | 8          |                 | 4               | 0               |                    | -                  | -                  |             | -           | -           | 79     | 8      |